# تشنج کانونی
تشنج‌های کانونی که همچنین تشنج‌های جزئی و تشنج‌های موضعی نیز نامیده می‌شوند، تشنج‌هایی هستند که در ابتدا فقط یک نیم‌کره مغز را تحت تأثیر قرار می‌دهند. مغز به دو نیم‌کره تقسیم می‌شود که هر کدام از آن‌ها، از چهار لوب تشکیل شده است. لوب پیشانی، لوب گیجگاهی، لوب آهیانه‌ای و لوب پس‌سری. تشنج کانونی در یک قسمت از مغز ایجاد می‌شود و آن را تحت تأثیر قرار می‌دهد، که ممکن است یک نیم‌کرهٔ کامل یا بخشی از یک لوب مغز درگیر شود. علائم با توجه به محل وقوع تشنج متفاوت خواهد بود. هنگامی که تشنج در لوب پیشانی رخ می‌دهد، بیمار ممکن است یک احساس موج‌مانند در سر را تجربه کند. هنگامی که تشنج در لوب گیجگاهی رخ می‌دهد، ممکن است احساس آشناپنداری تجربه شود. هنگامی که تشنج در لوب آهیانه‌ای باشد، ممکن است مواردی چون بی‌حسی یا گزگز رخ دهد. با وقوع تشنج در لوب پس‌سری نیز، اختلالات در بینایی یا بروز توهم، گزارش شده است.

## انواع

### تشنج‌های جزئی ساده
تشنج‌های جزئی ساده، گروهی از تشنج‌ها هستند که تنها یک منطقه کوچک از مغز و اغلب لوب گیجگاهی یا ساختارهای اسبک مغز تحت تأثیر قرار می‌گیرند. در تشنج‌های جزئی ساده، شخص، هشیار می‌ماند.

### تشنج‌های جزئی پیچیده
تشنج جزئی پیچیده، تشنجی است که با درگیری یک‌طرفهٔ یکی از نیم‌کره‌های مغز همراه است و باعث اختلال در آگاهی و پاسخگویی و تغییر میزان هشیاری می‌شود.